# Erick Rodríguez Steller
Erick Rodríguez Steller (San Ramón, 11 de abril de 1969) es un político costarricense que se desempeñó como diputado de Costa Rica en el período 2018-2022. Fue electo por el Partido Integración Nacional, pero luego se declaró diputado independiente, un mes antes de tomar su puesto. Posteriormente, en 2020 anunciaría su incorporación al Partido Nueva Generación.

## Polémicas
En octubre de 2020, se hizo conocido por burlarse del ministro de salud de Costa Rica, Daniel Salas, al enterarse de que el padre de este estaba internado en pleno de la pandemia del COVID-19, el diputado declaró: "El supermán Salas no dio en pie bola, hasta el papá se le enfermó, y espero que se recupere pronto", lo que generó indignación por parte de algunos diputados. Días después, el padre del ministro falleció. La exministra de salud y médica infectóloga del Hospital Nacional de Niños, María Luisa Ávila manifestó su molestia e indignación, manifestando “Qué asco de diputado”.
También recibió una demanda por acoso sexual y laboral, de parte de una asesora de su despacho. Dentro de las acusaciones, la asesora atribuyó al diputado algunos insultos como: "usted está así porque nadie se la coge”, “necia”, “madre Teresa” y “que la maestra de matemática se le murió”. Además, la asesora afirmó que Erick Rodríguez Steller le hizo comentarios para ridiculizarla frente a todo el despacho, enfatizando: “No toma, no tiene pareja, no sale, no tiene amigos, no fuma, ¿para qué estar viva?” La asesora también denunció la existencia de un chat de WhatsApp llamado "Muerte LGBTI Y NICAS" que era originalmente el chat para la campaña del diputado.
En 2020, el Ministerio Público informó que investiga al diputado independiente Erick Rodríguez Steller por los delitos de enriquecimiento ilícito y reconocimiento ilegal de beneficios laborales. Esto debido a que el legislador cobra a los asesores de su despacho por la gasolina que le es asignada por la Asamblea Legislativa.
Un año antes, en junio de 2019, el diputado fue fotografiado comprando cervezas, mientras en el plenario se discutía la reelección del Magistrado Paul Rueda. Ante estas fotografías se justificó diciendo que “su voto no iba a ser tan trascendente".